# Capitale Santa Rosalía
Pour les articles homonymes, voir Santa Rosalia.
Capitale Santa Rosalía est l'une des deux divisions territoriales et statistiques de la municipalité de Santa Rosalía dans l'État de Portuguesa au Venezuela. À des fins statistiques, l'Institut national de la statistique du Venezuela a créé le terme de « parroquia capital », ici traduit par le terme « capitale » qui correspond au territoire où se trouve le chef-lieu de la municipalité afin de couvrir ce vide spatial, qui, selon la loi sur la division politique territoriale publiée dans le Journal officiel de l'État « n'attribue pas de hiérarchie politique territoriale, ni de description de ses limites respectives ». Ce territoire s'articule autour d'El Playón, chef-lieu de la municipalité.

## Histoire
En janvier 2021, la municipalité de Santa Rosalía est créée par le décret no 4.627 du 27 janvier. La municipalité est composée des « parroquias municipales » (communes) de Santa Rosalía et de Capitale Santa Rosalía.